# Eleições estaduais no Rio de Janeiro em 1978
As eleições estaduais no Rio de Janeiro em 1978 aconteceram em duas fases conforme as regras do Pacote de Abril: em 1º de setembro houve a etapa indireta onde foram escolhidos o governador Chagas Freitas, o vice-governador Hamilton Xavier e também o senador Amaral Peixoto, ambos do MDB. Em 15 de novembro, como parte das eleições gerais nos 22 estados brasileiros, aconteceu a eleição direta do senador Nelson Carneiro e dos 46 deputados federais e 70 deputados estaduais.
O governador Chagas Freitas é advogado formado em 1935 pela Universidade Federal do Rio de Janeiro, chegando a trabalhar com Otávio Kelly e Prado Kelly. Nascido no Rio de Janeiro, tornou-se jornalista nos tempos de estudante, mas foi também juiz de paz em Maricá, promotor de justiça e membro da Polícia Militar do Rio de Janeiro. Após o Estado Novo optou pela UDN, integrando a Esquerda Democrática, grupo que originou o PSB, mas ao atender um convite de Ademar de Barros ingressou no PSP elegendo-se deputado federal pelo antigo Distrito Federal em 1954 e 1958 passando a representar a Guanabara após a inauguração de Brasília, sendo reeleito pelo PSD em 1962. Após comprar o vespertino A Notícia fundou o jornal O Dia e com eles ampliou sua força política. Correligionário de Tancredo Neves, filiou-se ao MDB e foi reeleito em 1966. Como a oposição era majoritária na Guanabara, ele foi escolhido governador do estado com as bênçãos do presidente Emílio Garrastazu Médici. Nos anos seguintes à fusão entre a Guanabara e o Rio de Janeiro chegou a sair do MDB, contudo retornou à legenda para ser o primeiro governador do novo estado fluminense após um acordo com o grupo liderado pelo senador Amaral Peixoto.
O vice-governador do Rio de Janeiro é o advogado Hamilton Xavier. Graduado pela Universidade Federal Fluminense e nascido em Niterói, tornou-se correligionário de Amaral Peixoto ao ingressar no PSD. Eleito deputado estadual pelo Rio de Janeiro em 1947, foi conselheiro do Tribunal de Contas do estado e após ficar na suplência de deputado estadual em 1954, obteve um novo mandato em 1958 e com a morte do governador Roberto Silveira foi líder do governo Celso Peçanha, mas não se reelegeu em 1962. Secretário de Justiça no governo Badger da Silveira, exerceu o mandato parlamentar como líder do governo Paulo Torres. Com o bipartidarismo ingressou no MDB, agremiação na qual foi eleito deputado federal em 1970 e vice-governador do Rio de Janeiro em 1978.

## Resultado da eleição para governador
Indicado em convenção partidária realizada pela ARENA em 18 de junho de 1978, o general Siseno Sarmento renunciou à sua candidatura na véspera de instalação do Colégio Eleitoral em carta dirigida à presidência da Assembleia Legislativa.
| Candidatos a governador do estado | Candidatos a vice-governador | Número | Coligação             | Votação | Percentual |
| --------------------------------- | ---------------------------- | ------ | --------------------- | ------- | ---------- |
| Chagas Freitas MDB                | Hamilton Xavier MDB          | -      | MDB (sem coligação)   | 225     | 90%        |
| Siseno Sarmento ARENA             | Feres Nader ARENA            | -      | ARENA (sem coligação) | [ 7 ]   | [ 8 ]      |
| Fontes:                           |                              |        |                       |         |            |

## Biografia dos senadores eleitos

### Amaral Peixoto
Único senador biônico eleito pela oposição, Amaral Peixoto nasceu no Rio de Janeiro e na mesma cidade ingressou na Escola Naval. Formado em Engenharia Geográfica pela Universidade Federal do Rio de Janeiro, em 1933 tornou-se ajudante de ordens de Getúlio Vargas e em 1939 casou-se com Alzira Vargas, filha do presidente da República. Interventor federal no Rio de Janeiro ao longo do Estado Novo, foi eleito deputado federal pelo PSD em 1945 e governador em 1950. Após a crise aberta com o suicídio de Getúlio Vargas, serviu ao presidente Juscelino Kubitschek como embaixador nos Estados Unidos e Ministro da Viação e Obras Públicas. No ano de 1962 foi eleito deputado federal e optou pelo MDB após o Regime Militar de 1964 sendo reeleito deputado federal em 1966 e eleito senador em 1970, reelegendo-se em 1978.

### Nelson Carneiro
Na eleição direta para senador a vitória foi do jornalista, professor e advogado Nelson Carneiro. Nascido em Salvador, ele é formado pela Universidade Federal da Bahia, estado onde trabalhou em O Jornal, Jornal da Bahia e O Imparcial antes de ser eleito deputado federal pelo PSD em 1950. Mais tarde mudou para o Rio de Janeiro, cidade onde fora preso durante a Revolução Constitucionalista de 1932 e cobriu a elaboração da Constituição de 1946. Eleito deputado federal em 1958 pelo então Distrito Federal, é de sua autoria a emenda constitucional que instaurou o parlamentarismo no Brasil após a renúncia de Jânio Quadros em 1961, de modo a contornar o veto dos militares à posse de João Goulart. Reeleito em 1962 e 1966, foi o primeiro presidente do diretório estadual do MDB na Guanabara elegendo-se senador em 1970. Representante do Rio de Janeiro desde 15 de março de 1975, foi reeleito em 1978 após tornar-se conhecido ante a aprovação da Lei do Divórcio via emenda constitucional.

## Resultado da eleição para senador

### Mandato biônico de oito anos
O candidato da ARENA decidiu não concorrer pouco antes da votação.
| Candidatos a senador da República | Candidatos a suplente de senador            | Número | Coligação             | Votação | Percentual |
| --------------------------------- | ------------------------------------------- | ------ | --------------------- | ------- | ---------- |
| Amaral Peixoto MDB                | Alberto Lavinas MDB Fernando Abelheira MDB  | -      | MDB (sem coligação)   | 156     | 61,42%     |
| Paulo Torres ARENA                | José Haddad ARENA Rui Torreão Schmidt ARENA | -      | ARENA (sem coligação) | [ 8 ]   | [ 9 ]      |
| Fontes:                           |                                             |        |                       |         |            |

### Mandato direto de oito anos
Segundo o Tribunal Superior Eleitoral foram apurados 3.481.474 votos nominais (77,47%), 523.635 votos em branco (11,65%) e 489.019 votos nulos (10,88%), resultando no comparecimento de 4.494.128 eleitores.
| Candidatos a senador da República | Candidatos a suplente de senador   | Número | Coligação             | Votação   | Percentual |
| --------------------------------- | ---------------------------------- | ------ | --------------------- | --------- | ---------- |
| Nelson Carneiro MDB               | Ário Teodoro MDB Flávio Pareto MDB | -      | MDB (sem coligação)   | 2.184.900 | 62,76%     |
| Sandra Cavalcanti ARENA           | Veiga Brito ARENA -                | -      | ARENA (em sublegenda) | 1.016.228 | 29,19%     |
| Vasconcelos Torres ARENA          | José Haddad ARENA -                | -      | ARENA (em sublegenda) | 280.346   | 8,05%      |
| Rafael de Almeida Magalhães ARENA | -                                  | -      | ARENA (em sublegenda) | [ 16 ]    | [ 17 ]     |
| Fontes:                           |                                    |        |                       |           |            |

## Deputados federais eleitos
São relacionados os candidatos eleitos com informações complementares da Câmara dos Deputados.

Representação eleita
  MDB: 35
  ARENA: 11

| Deputados federais eleitos | Partido | Votação | Percentual | Cidade onde nasceu       | Unidade federativa |
| Miro Teixeira              | MDB     | 536.661 |            | Rio de Janeiro           | Rio de Janeiro     |
| Marcelo Medeiros           | MDB     | 98.680  |            | Juiz de Fora             | Minas Gerais       |
| Erasmo Martins Pedro       | MDB     | 92.595  |            | Rio de Janeiro           | Rio de Janeiro     |
| Álvaro Valle               | ARENA   | 89.561  |            | Rio de Janeiro           | Rio de Janeiro     |
| Célio Borja                | ARENA   | 79.243  |            | Rio de Janeiro           | Rio de Janeiro     |
| Rubem Medina               | MDB     | 74.787  |            | Rio de Janeiro           | Rio de Janeiro     |
| Modesto da Silveira        | MDB     | 73.680  |            | Uberlândia               | Minas Gerais       |
| Edson Khair                | MDB     | 66.617  |            | Rio de Janeiro           | Rio de Janeiro     |
| Hydekel de Freitas         | ARENA   | 59.842  |            | Duque de Caxias          | Rio de Janeiro     |
| Léo Simões                 | MDB     | 57.114  |            | Santos Dumont            | Minas Gerais       |
| Simão Sessim               | ARENA   | 57.040  |            | Rio de Janeiro           | Rio de Janeiro     |
| Darcílio Ayres             | ARENA   | 53.887  |            | Nova Iguaçu              | Rio de Janeiro     |
| Celso Peçanha              | MDB     | 51.995  |            | Campos dos Goytacazes    | Rio de Janeiro     |
| Daniel Silva               | MDB     | 45.691  |            | Rio de Janeiro           | Rio de Janeiro     |
| Joel Vivas                 | MDB     | 45.531  |            | Magé                     | Rio de Janeiro     |
| Joel Lima                  | MDB     | 45.331  |            | Manhumirim               | Minas Gerais       |
| Marcelo Cerqueira          | MDB     | 45.160  |            | Rio de Janeiro           | Rio de Janeiro     |
| Osvaldo Lima               | MDB     | 44.213  |            | Rio de Janeiro           | Rio de Janeiro     |
| Alair Ferreira             | ARENA   | 40.934  |            | Sacramento               | Minas Gerais       |
| Márcio Macedo              | MDB     | 40.671  |            | Três Rios                | Rio de Janeiro     |
| Walter da Silva            | MDB     | 38.736  |            | Campos dos Goytacazes    | Rio de Janeiro     |
| Jorge Gama                 | MDB     | 38.347  |            | Rio de Janeiro           | Rio de Janeiro     |
| Daso Coimbra               | ARENA   | 37.934  |            | Rio de Janeiro           | Rio de Janeiro     |
| Jorge Cury                 | MDB     | 37.437  |            | Niterói                  | Rio de Janeiro     |
| Peixoto Filho              | MDB     | 35.625  |            | Rio de Janeiro           | Rio de Janeiro     |
| Paulo Torres               | ARENA   | 35.366  |            | Petrópolis               | Rio de Janeiro     |
| José Torres                | MDB     | 35.013  |            | Itaboraí                 | Rio de Janeiro     |
| Lázaro de Carvalho         | MDB     | 34.272  |            | São Sebastião do Paraíso | Minas Gerais       |
| Saramago Pinheiro          | ARENA   | 33.349  |            | Niterói                  | Rio de Janeiro     |
| José Frejat                | MDB     | 33.034  |            | Cururupu                 | Maranhão           |
| Lígia Bastos               | ARENA   | 32.545  |            | Rio de Janeiro           | Rio de Janeiro     |
| Osmar Leitão               | ARENA   | 32.335  |            | São Gonçalo              | Rio de Janeiro     |
| Paulo Rattes               | MDB     | 31.693  |            | Petrópolis               | Rio de Janeiro     |
| J. G. de Araújo Jorge      | MDB     | 30.539  |            | Tarauacá                 | Acre               |
| José Maurício              | MDB     | 29.876  |            | Campos dos Goytacazes    | Rio de Janeiro     |
| José Maria de Carvalho     | MDB     | 28.967  |            | Rio de Janeiro           | Rio de Janeiro     |
| Alcir Pimenta              | MDB     | 28.751  |            | Rio de Janeiro           | Rio de Janeiro     |
| Rubem Dourado              | MDB     | 28.539  |            | Irecê                    | Bahia              |
| Leônidas Sampaio           | MDB     | 28.533  |            | Petrópolis               | Rio de Janeiro     |
| Florim Coutinho            | MDB     | 27.584  |            | Rio de Janeiro           | Rio de Janeiro     |
| Mac Dowell de Castro       | MDB     | 27.534  |            | Rio de Janeiro           | Rio de Janeiro     |
| Amâncio Azevedo            | MDB     | 27.404  |            | Rio de Janeiro           | Rio de Janeiro     |
| Benjamin Farah             | MDB     | 26.662  |            | Corumbá                  | Mato Grosso do Sul |
| Délio dos Santos           | MDB     | 25.472  |            | Rio de Janeiro           | Rio de Janeiro     |
| Pedro Faria                | MDB     | 22.525  |            | Rio de Janeiro           | Rio de Janeiro     |
| Felipe Pena                | MDB     | 20.968  |            | Belo Horizonte           | Minas Gerais       |
| Fontes:                    |         |         |            |                          |                    |

## Deputados estaduais eleitos
Dentre os setenta deputados estaduais eleitos cinquenta e dois pertenciam ao MDB e dezoito à ARENA.

Representação eleita
  MDB: 52
  ARENA: 18

| Deputados estaduais eleitos  | Partido | Votação | Percentual | Cidade onde nasceu    | Unidade federativa  |
| Sandra Salim                 | MDB     | 119.851 |            |                       |                     |
| Átila Nunes Filho            | MDB     | 101.690 |            | Rio de Janeiro        | Rio de Janeiro      |
| Aloysio Teixeira             | MDB     | 70.176  |            |                       |                     |
| Jorge Roberto Silveira       | MDB     | 64.504  |            | Niterói               | Rio de Janeiro      |
| Raymundo de Oliveira         | MDB     | 60.506  |            |                       |                     |
| Heloneida Studart            | MDB     | 58.134  |            | Fortaleza             | Ceará               |
| Jorge Leite                  | MDB     | 48.319  |            | Rio de Janeiro        | Rio de Janeiro      |
| Mesquita Bráulio             | MDB     | 45.791  |            |                       |                     |
| José Eudes                   | MDB     | 42.805  |            | Parnamirim            | Pernambuco          |
| Wilmar Palis                 | ARENA   | 40.896  |            | Uberaba               | Minas Gerais        |
| Jorge David                  | ARENA   | 37.723  |            |                       |                     |
| Sílvio Lessa                 | MDB     | 37.093  |            |                       |                     |
| Romualdo Carrasco            | MDB     | 36.469  |            |                       |                     |
| Pedro Fernandes              | MDB     | 35.033  |            | Parelhas              | Rio Grande do Norte |
| Silvério Espírito Santo      | MDB     | 33.804  |            |                       |                     |
| Fernando Leandro             | MDB     | 32.761  |            | Porto                 | Portugal            |
| Cláudio Moacyr               | MDB     | 31.046  |            |                       |                     |
| Luís Fernando Linhares       | ARENA   | 30.565  |            |                       |                     |
| José Alves de Brito          | MDB     | 30.417  |            | Ingá                  | Paraíba             |
| Josias Menezes               | MDB     | 30.367  |            |                       |                     |
| Nazareno Nochi               | MDB     | 30.168  |            |                       |                     |
| Hilza Maurício da Fonseca    | MDB     | 28.755  |            |                       |                     |
| Gilberto Rodrigues           | MDB     | 28.333  |            |                       |                     |
| José Carlos Lacerda          | MDB     | 27.980  |            |                       |                     |
| Sebastião Duque              | MDB     | 27.748  |            |                       |                     |
| Darci Brum                   | MDB     | 27.580  |            |                       |                     |
| Heródoto Melo                | ARENA   | 27.368  |            |                       |                     |
| Edésio Frias                 | MDB     | 27.189  |            | Moreno                | Pernambuco          |
| José Pinto                   | MDB     | 25.943  |            |                       |                     |
| Dilson Alvarenga             | MDB     | 25.783  |            |                       |                     |
| Francisco Amaral             | MDB     | 25.554  |            | Pedreiras             | Maranhão            |
| Flavio Palmier da Veiga      | ARENA   | 25.323  |            | Niterói               | Rio de Janeiro      |
| Alberto Dauaire              | MDB     | 24.437  |            |                       |                     |
| Ubaldo de Oliveira Filho     | MDB     | 24.403  |            |                       |                     |
| Leonardo Klabin              | MDB     | 24.388  |            | Rio de Janeiro        | Rio de Janeiro      |
| Odair Gama                   | ARENA   | 24.121  |            |                       |                     |
| Pedro Ferreira               | MDB     | 23.904  |            |                       |                     |
| Emanuel Cruz                 | MDB     | 23.777  |            |                       |                     |
| Heitor Furtado               | ARENA   | 23.615  |            |                       |                     |
| João Batista Lubanco         | ARENA   | 22.748  |            |                       |                     |
| Victorino James              | ARENA   | 21.952  |            |                       |                     |
| Aluisio Gama                 | MDB     | 21.613  |            |                       |                     |
| Geraldo Araújo               | MDB     | 21.575  |            |                       |                     |
| Paulo Albernaz               | MDB     | 21.457  |            |                       |                     |
| Paulo Duque                  | MDB     | 21.407  |            | Rio de Janeiro        | Rio de Janeiro      |
| Joaquim Joia                 | MDB     | 21.394  |            |                       |                     |
| Júlio Louzada                | ARENA   | 21.287  |            |                       |                     |
| Antonio Gaspar               | MDB     | 21.006  |            |                       |                     |
| Waldenir de Bragança         | ARENA   | 20.609  |            |                       |                     |
| Paulo César Gomes            | MDB     | 20.215  |            |                       |                     |
| Paschoal Citadino            | MDB     | 20.164  |            |                       |                     |
| Camilo Jorge                 | MDB     | 19.955  |            |                       |                     |
| Luis Antônio Corrêa da Silva | ARENA   | 19.724  |            |                       |                     |
| Aparício Marinho             | MDB     | 19.453  |            |                       |                     |
| Geraldo Di Biase             | MDB     | 19.446  |            | Valença               | Rio de Janeiro      |
| Murilo Maldonado             | MDB     | 19.364  |            | Nova Iguaçu           | Rio de Janeiro      |
| Ítalo Bruno                  | ARENA   | 18.975  |            | Rio de Janeiro        | Rio de Janeiro      |
| Rockfeller de Lima           | ARENA   | 18.876  |            | Campos dos Goytacazes | Rio de Janeiro      |
| Frederico Trotta             | MDB     | 18.706  |            | Rio de Janeiro        | Rio de Janeiro      |
| Samir Nasser                 | MDB     | 18.388  |            |                       |                     |
| Jair Costa                   | MDB     | 18.360  |            |                       |                     |
| Henrique Pessanha            | MDB     | 18.296  |            |                       |                     |
| Nielsen Louzada              | MDB     | 18.280  |            |                       |                     |
| Beto Gama                    | MDB     | 18.164  |            |                       |                     |
| Otime dos Santos             | MDB     | 18.049  |            |                       |                     |
| Mauricio Pinkusfeld          | ARENA   | 17.980  |            |                       |                     |
| Márcio Paes                  | ARENA   | 17.682  |            |                       |                     |
| Amadeu Chacar                | MDB     | 17.667  |            |                       |                     |
| Cidinho Sant'Anna Filho      | ARENA   | 17.406  |            |                       |                     |
| Edson Guimarães              | ARENA   | 16.646  |            |                       |                     |
| Fontes:                      |         |         |            |                       |                     |